# 将夜 (网络剧)
《将夜》（英語：Ever Night），2018年中国大陆玄幻古装剧。本剧改编自网络作家猫腻同名网络小说，由陈飞宇、宋伊人领衔主演，劇中香港藝人黎明飾演的唐王乃作家貓膩一生的嚮往，腾讯视频于2018年10月31日首播，台灣由LINE TV、KKTV、LiTV 線上影視播出。

## 剧情
在此劇的世界中有一個傳言：永夜來臨，人間浩劫。劇情講述邊軍小卒寧缺（陳飛宇飾）為了替冤枉而死的家人申冤，帶着侍女桑桑（宋伊人飾）來到都城。寧缺努力不懈，考入了最高學府書院，成為書院領袖夫子（鄭少秋飾）的親傳弟子，負責協助處理國家事務和保護人民，並成功為家人平反冤案。桑桑出現奇怪的症狀，寧缺帶她去求醫，發現桑桑是永夜降世載體，更成為了被追殺的目標。寧缺為了保護桑桑，二人到處流浪，並發現天下人崇拜的昊天是永夜幕後黑手，製造了桑桑殘酷的命運。在昊天的煽動下，大戰爆發，寧缺和書院眾人在民眾的幫助下，奮勇抵抗侵略者。昊天控制桑桑，發動永夜浩劫，寧缺與昊天決戰，成功消滅了昊天，尋回桑桑。從此世間再無永夜，人間恢復了和平，寧缺與桑桑幸福相守。

## 播出时间
| 频道               | 所在地     | 播映日期       | 播出时间                   | 备注            |
| ------------------ | ---------- | -------------- | -------------------------- | --------------- |
| 腾讯视频           | 中国大陆   | 2018年10月31日 | 每周三至周五晚上8點更新2集 | 會員可多看6集   |
| KKTV               | 臺灣       | 2018年10月31日 | 每周三至周五晚上8點更新2集 |                 |
| LiTV 線上影視      | 臺灣       | 2018年11月7日  | 每周六集                   | VIP可搶先看十集 |
| LINE TV            | 臺灣       | 2018年10月31日 | 每周三至周五晚上8點更新2集 |                 |
| Astro双星 Astro Go | 马来西亚   | 2018年11月6日  | 每日晚上7点                | 播放与更新1集   |
| HUB娛家戲劇台      | 新加坡     | 2019年4月21日  | 每周六与周日晚上8點        | 播放2集         |
| 愛爾達綜合台       | 臺灣       | 2023年11月4日  | 星期六、日凌晨02:00        | 連播五集        |
| GTV                | 印度尼西亞 | 2024年2月10日  | 每日晚上10点               | 印尼语配音      |

## 演员列表

### 主要演员
| 演員   | 角色 | 介紹 |
| 陈飞宇 | 宁缺 | 邊軍小卒寧缺為了給冤死的家人昭雪來到都城，從「梳碧湖的砍柴人」，到書院的十三先生，最後成為唐國的守護者，擔負起拯救世間的重責，寧缺的成長之路曲折跌宕，險象環生中亦有熱血豪情。 |
| 宋伊人 | 桑桑 | 桑桑是寧缺的侍女，雖然說名義上是侍女，實際上更像是親人，和寧缺互為本命，是寧缺最重要的人，而桑桑的身份並不簡單，是冥王之女。                                                   |

### 書院
| 演員     | 角色     | 介紹 |
| 郑少秋   | 夫子     | 寧缺師父之一 書院的開創者與舉世最強者，看百態而嘗百味，會因吃到堪稱珍饈的牡丹魚而喜悅，也會因喝到摻水的假酒與酒家憤而辯駁。他知天命，卻不屈於天命，昊天是他漫漫人生中唯一的「對手」。同時他也是一位優秀的老師，育人無數的他也給過寧缺「君子不器」的箴言，並使寧缺受用終身。                                                                                             |
| 陈震     | 李慢慢   | 书院大师兄 夫子的首徒，大師兄的形象脫胎於孔子七十二門徒中的首徒顏回，他溫和儒雅、飄逸洒脫，更是人如其名，行事雲淡風輕但深思熟慮，看似「慢慢」，實則是擁有天下間最快速度的修行強者。 |
| 郭品超   | 君陌     | 書院二師兄 知命巔峰，曾敗葉蘇，傷柳白。和七師姐結為夫妻。後入佛門不可知之地深受震撼，耗時多年助懸空寺被殘暴統治的農奴起義，最終率農奴成功顛覆懸空寺千年殘暴統治。 |
| 康可人   | 余帘     | 书院三师姐 曾用名林雾，实际上为魔宗最后一位宗主二十三年蝉，修二十三年蝉大成，实力天魔境，魔宗历史上最年轻的宗主，喜欢书院大师兄。她天天坐在旧书楼二层楼的东窗畔，安安静静描着簪花小楷 |
| 姜山     | 范悦     | 书院四师兄 擅长符文 |
| 陳品延   | 宋謙     | 书院五师兄 棋聖，以棋入道 |
| 鄢子綸   | 鐵匠     | 书院六师兄 鐵匠，以打鐵入道 |
| 荣梓希   | 木柚     | 书院七师姐 擅长阵法 |
| 劉奔     | 八師兄   | 书院八师兄 以棋入道，與宋謙是棋藝對手 |
| 王子豪   | 北宮未央 | 书院九师兄 以簫入道，善於吹簫，與十先生西門不惑相似，對音樂痴迷 |
| 王子傑   | 西門不惑 | 书院十师兄 以琴入道，精於琴技，與九先生北宮未央相似，對音樂痴迷 |
| 夷永定   | 王持     | 书院十一师兄 善於辯論。以花草入道，對花草痴迷，能夠分辨花草靈魂，對世間花草用處極其了解，是藥學大家，為書院各師兄療傷配藥的後勤人員。 |
| 胡宇轩   | 陈皮皮   | 書院十二師兄 天才少年陳皮皮，創造美食的發明家。寧缺的十二師兄，知守觀觀主陳某的親生兒子，葉蘇的師弟，最害怕的人是道痴葉紅魚，喜歡唐的妹妹唐小棠。書院幾百年的六科甲上的成绩考入書院，證明他也是個全才。他真正厲害的地方在於修行，他是全書中最年輕的知命境。雖是知命境，集道門“天下溪神指”和書院“君子不器意”兩大絕學于一身，却不擅打架。他算是寧缺進入真正修行的指引者。 |
| 居来提   | 褚由賢   | 寧缺書院好友，東城七貴褚老爺獨子。 |
| 成國棟   | 黃鶴     | 書院總教習，書院三大神符師之一，主持天啟十四年二層樓開啟，大唐天樞處客卿，曾為夏侯大將軍設計盔甲神符。 |
| 祝濤     | 曹知風   | 燕國成京人氏，洞玄巔峰的大念師。書院的教習，督導書院學生的學習。為寧缺上了生動的“禮”字第一課。 |
| 蒙恩     | 謝承運   | 書院學生，南晉謝三公子謝承運自幼聰慧過人，三歲能文五歲成詩，成長過程中交遊多名士。。 |
| 余夢寒   | 司徒依蘭 | 書院學生，大唐雲麾將軍之女，長的漂亮性情爽朗，喜穿大紅箭袍，寧缺朋友。 |
| 茜玲娜依 | 金五彩   | 書院學生，大唐祭酒孫女，司徒依蘭好友，與南晉謝承運相戀。 |
| 王俊植   | 鍾大俊   | 書院學生，謝承運的哥哥，大唐陽關才子。 |
| 金玄雨   | 王穎     | 書院學生，大唐臨川神童，由書院教習自偏鄉鄙野親手找回，術科六子之一。 |
| 馮煜焜   | 楚中天   | 書院學生，大唐十六衛大將軍楚雄圖之孫。 |

### 天下三痴
| 演員   | 角色   | 介紹 |
| 袁冰妍 | 莫山山 | 「天下三痴」之「書痴」。大河墨池苑山主 玲瓏剔透、細膩豁達，莫山山純凈通透的心境不僅體現在相貌修為，也映射在面對愛情坦白清澈的態度上。師出墨池苑的莫山山天賦非凡，是世間年紀最輕的神符師。自幼對名帖書法的喜愛，与宁缺互有愛慕。 |
| 孟子义 | 叶红鱼 | 「天下三痴」之「道痴」。西陵神殿裁決司神座 聞名天下的奇女子。紅顏傲骨，愛恨洒脫。雖有天下無雙的容顏，但堅韌決絕一心修煉，無須依附他人的獨立女性代表。初踏亂世對人性詭譎知之甚少不久便遭遇挫折，她的性格也因此更為冷漠。葉紅魚與寧缺結下了共同修行的「革命友誼」，然而立場的不同則令他們二人的關係逐漸演變為亦敵亦友的「生死之交」。 |
| 黄一琳 | 陆晨迦 | 「天下三痴」之「花痴」。月倫國公主 是一位愛花如命的人，同時也是一位長得像花一樣的美人，隆慶皇子的愛人。 |

### 大唐王朝
| 演員     | 角色     | 介紹 |
| 黎明     | 李仲易   | 唐王 因「花開帖」與寧缺成為忘年之交；心懷大智，聰明睿達，辨得清局勢，識得破人心，收斂鋒芒二十餘年，一出手依舊能夠震驚朝野。 面對感情，他也有自己的執著與堅守，與皇后夏天愛情不離不棄，親情也是他心底的柔軟所在。 |
| 苏可     | 李沛言   | 唐王亲弟 在幼年時期在和唐王的比試中贏得了天子劍，心中的夢想是當上唐王。然後在夫子的問話中因為對權利慾望太強而失去了繼承唐王的資格。 心中一直嫉妒唐王。 |
| 童瑶     | 李渔     | 唐國長公主 李漁取名自詩詞「漁得魚心滿意足，樵得樵眼笑眉舒」，但性情卻並未如詩中所指一般安於現狀，她風華絕代且野心勃勃，十九歲便主動遠嫁金帳王庭，兩年後因丈夫暴斃而回到都城，帝國的清晨也是從她的歸國之路開始的。 |
| 李圣佳   | 李珲圆   | 唐國三皇子，李渔亲弟 |
| 胡军     | 夏侯     | 唐國大將軍。夏天的哥哥 夏侯將軍健碩挺拔與粗獷豪放的鐵血梟雄，夏侯並非是單純的反派角色，他固然有著狠辣暴戾的一面，但同時他也有著受制於人的無奈。他心中既有想要守護的柔軟，也有著無人可以撼動的驕傲。本質上，夏侯不過是個心懷抱負卻又一步踏錯，以至於步步踏錯的可憐人，他也將在重重交纏的命運中迎來與寧缺的宿命對決。 |
| 施詩     | 夏天     | 唐王后。前魔宗圣女，夏侯的妹妹 因奉命蛊惑唐王后与唐王在相杀中相爱，隐匿身份嫁入皇宫，唐王死后随之殉情 |
| 蘆鑫     | 林零     | 大唐東北鎮北將軍夏侯手下大將，洞玄境的大念師。也是當年林府慘案的參與者 |
| 姚安濂   | 李青山   | 唐國国师，昊天道南門之主。神符師顏瑟的師弟，何明池的師父。對大唐忠心耿耿，處在大唐和西陵神殿的紐帶之間，一生也充滿了煎熬。 |
| 秦亦銘   | 何明池   | 唐國國師的徒弟。表面是溫厚純良的年輕道人，實則內心陰險奸詐。何明池是燕國的遺孤，也是一個背叛者，他的舉動給朝小樹等人惹下了不小的麻煩。何明池是燕國的遺孤，他受命潛伏在唐國，一切都是為了燕國做打算 |
| 曹衛宇   | 林光远   | 唐國宣威將軍 |
| 卢勇     | 许世     | 大唐四大名將之首，鎮國大將軍 武道巔峰強者，常年鎮守在鎮南軍中。在大唐軍中處於中流砥柱的地位。 |
| 尹铸胜   | 马士襄   | 渭城最高長官 對寧缺可謂有著「知遇之恩」，堅守國土的他是個純真的「唐人」，豪邁壯闊、自強冷靜，戰場上的他勇猛無懼、殺伐果決，平日中的他詼諧幽默，是寧缺半友半父般的存在 |
| 李軍     | 呂清臣   | 洞玄境界的大念师，寧缺修行的啟蒙老師 |
| 安志杰   | 朝小树   | 人稱「春風亭老朝」的魚龍幫幫主 至情至性，不拘小節。雖與皇帝李仲易關係密切，但在權勢面前依舊可以守住自己的原則，與寧缺之間的情誼也讓人印象深刻。 |
| 姜晓冲   | 王景略   | 知命以下无敌，四歲入初境，六歲入感知，十一歲入不惑，十六歲進入洞玄境。然後用幾年時間從洞玄下品攀升到洞玄上品。二十出頭用連續的勝利打出來“知命以下無敵王景略”的名頭，是大唐年輕一輩的佼佼者。原本在親王府中做事，在春風亭一戰中輕鬆擊敗朝小樹。而後被昊天南門的神符師顏瑟出現降服並招安成功，後來在唐王的命令下去許世大將軍麾下歷練。                                                                                       |
| 李欣泽   | 卓尔     | 宁缺的发小，小名小黑子。他和寧缺的境遇相同，因小時候自己家鄉遭到軍隊屠殺，所以上京城查找當年的真相。魚龍幫和軍部的雙重間諜。 |
| 宿宇傑   | 齊四     | 魚龍幫排行老四，御林軍校尉，大唐暗侍衛，朝小樹的得力助手。 |
| 孫渤洋   | 許崇山   | 大唐宮廷侍衛副統領，朝小樹老友。真實真份是魔宗餘孽。在“春風亭一戰”中寧缺得到了魚龍幫幫主朝小樹的賞識，被引薦給許崇山加入了暗侍衛。 |
| 魏凱     | 華山嶽   | 大唐固山郡都尉，畢業於書院，大唐年青一代著名將領，四公主李漁心腹，喜歡公主李漁。 |
| 周鋼     | 林公公   | 大唐皇帝最信任的太監總管，負責傳聖旨，讀聖旨，帶人進宮。 |
| 劉秀     | 曾靜     | 桑桑之父。曾任大唐通議大夫，天啟元年其妾生子被原配所害，怒而休妻被皇后所喜，其後官運亨通青雲直上，官至大唐文淵閣大學士。因清河郡正妻善妒鬧得家宅不寧引得皇后不喜，在正妻將桑桑以妖孽為由扔到垃圾堆里後實在受不了休了妻，脫離清河郡勢力投入皇后勢力，曾靜當時的小妾生了桑桑是為昊天化身，小妾後被扶正是為曾靜夫人。。 |
| 李佳蔚   | 曾夫人   | 曾靜曾任通議大夫，因清河郡正妻善妒鬧得家宅不寧引得皇后不喜，在正妻將桑桑以妖孽為由扔到垃圾堆里後實在受不了休了妻，脫離清河郡勢力投入皇后勢力，曾靜當時的小妾生了桑桑是為昊天化身，小妾後被扶正是為曾靜夫人。 |
| 陳旭明   | 王大學士 | 王大學士王侍臣，大唐文淵閣大學士，歷三朝而不衰，以一萬五千兩銀子從顏瑟手裡買走了雞湯貼，是金祭酒的死對頭。 |
| 邵曉江   | 金祭酒   | 大唐國子監祭酒，三朝元老，曾入書院學習，與王侍臣老大人同窗，因共追當時宰相之女而反目，孫女金無彩與寧缺同窗。 |
| 羅光旭   | 陳子賢   | 前宣威將軍麾下副將，首舉宣威將軍林光遠叛國而被朝廷嘉獎;後在天啟四年因為妄起戰釁而被錄除一切功勳，逐出軍隊，其後家中又連遭禍事，變成了東城貧民坊某間打鐵鋪里的師傅，潦倒度日，天啟十三年被寧缺用朴刀砍死。 |
| 姚未平   | 張貽琦   | 官居大唐御史台侍御史，依附親王李沛言，宣威將軍林光遠叛國案和燕境滅村案幫凶，天啟十三年被寧缺所殺。 |
| 何紹宏   | 顏肅卿   | 茶藝師，前大唐軍部文書鑑定師，是林光遠一案和燕境血案幫凶之一。寧缺在為林光遠一案忙碌，在成功的擊殺張貽琦和林光遠貼身侍衛之後，找到了如今變成茶藝師的顏肅卿，被憤怒沖昏頭腦的他在顏肅卿提議單獨見面的時候赴約，卻發現這個其貌不揚的茶藝師竟然是一名洞玄境大劍師。寧缺赴上了這場注定要受傷的約。果不其然，寧缺因為身上並沒有修為，所以根本無法打敗他，最後寧缺依靠隨身攜帶的大黑傘反殺成功，而顏肅卿則成為寧缺復仇的第三人。 |
| 塚越博隆 | 上官楊羽 | 原長安府司法參軍，因御史張貽琦案和春風亭案被皇帝擢升為都城府尹，外表猥瑣，有些圓滑，但骨子裡忠君愛國。 |
| 李旗     | 鐵英     | 長安府刑名班頭，被上司上官羽揚下派負責張貽琦、陳子賢、顏肅卿等案。並懷疑寧缺與張貽琦一案有關。 |

### 其他演员
| 演員   | 角色     | 介紹 |
| 金士杰 | 颜瑟     | 寧缺師父之二 符道大師，因為雞湯帖而執意要收寧缺為徒弟。李青山师兄。 最後與師兄衛光明一戰，臨死前與師兄一同破五境入天啟。                                                                   |
| 何中华 | 柳白     | 人稱劍聖 夫子登天后人間第一強者，名字出現在日字卷最前面，上任劍閣之主，一直以劍閣崖洞壓制自己心境氣勢不突破五境。雖不過五境，卻遠勝五境之上眾人。此生從不敬人，更不畏人， 唯一生俯首拜夫子 |
| 刘佩琦 | 陳某     | 知守观观主，陈皮皮的父亲。是夫子以下第一人，道法高深，信奉昊天。知守觀藏著昊天世界七本天書的六本，而觀主陳某是完整通讀七本天書的人。                                                       |
| 王東   | 葉蘇     | 葉紅魚的哥哥，知守觀觀主陳某的徒弟，知命境的巔峰高手。葉青代表道宗行走天下，最初實力與唐一樣。                                                                                             |
| 艾丽娅 | 曲妮大師 | 大師曲妮玛蒂，月轮国大司祭，月輪國主之姐，自幼帶髮修行佛法，在天擎宗內地位極高，花痴陸晨迦的姑姑                                                                                           |
| 杜奕衡 | 唐       | 荒人 魔宗的得力助手，常年混迹在荒原，骁勇善战，性格坚毅，敢作敢当，魔宗的天下行走 |
| 廖語辰 | 唐小棠   | 荒人 唐小棠是唐的妹妹，來自於荒人部落。隨部落南下碰見寧缺。隨寧缺回到書院，拜到三師姐余簾的門下。被書院十二弟子陳皮皮追求。                                                                |
| 杜玉明 | 莲生大師 | 莲生三十二，大魔頭，夏侯的老師。不世出的天才，精通天擎宗、道門、魔宗三宗功法。因為陰謀暴露，被書院小師叔囚禁於魔宗山門。                                                                   |
| 姜鈞耀 | 劍閣弟子 | 劍閣大弟子，實為西陵神殿暗樁，設計陷害朝小樹，唆使柳白弟弟柳亦青去挑戰寧缺，結果被刺瞎了雙眼。。                                                                                           |
| 閆鵬   | 柳亦青   | 晉國劍閣弟子，劍聖柳白的胞弟，洞玄境的高手。受劍閣內西陵神殿的奸細挑撥去書院挑戰寧缺，被刺瞎了雙眼。                                                                                       |
| 范雷   | 酒徒     | 上一次永夜的倖存者。 |
| 馬倉   | 屠夫     | 上一次永夜的倖存者。 |

### 西陵燕國
| 演員     | 角色       | 介紹 |
| 李子雄   | 燕皇       | 燕國皇帝 隆慶和崇明的父親，一個城府深不可測皇帝。自上次和唐國大戰戰敗後，積極策劃復仇大業。 |
| 廖望     | 崇明       | 燕國大皇子，太子。隆慶的親哥哥。上次唐國和燕國大戰，燕國戰敗，崇明被留在唐國當人質。從小和李漁青梅竹馬，喜歡李漁。 |
| 孙祖君   | 隆庆       | 燕國二皇子 是年輕一代中有天賦的修行者，被奉為「光明之子」，後被寧缺用元十三箭所廢...後到知守觀修行 |
| 曹丞     | 羅克敵     | 裁決司司座，裁決大神官手下第一人，洞玄鏡的巔峰武者。一心想消滅光明神殿的人而提高裁決司在西陵神殿的地位，是裁決大神官的忠狗，處處和隆慶作對。在消滅光明神官的計畫中被屬下墨玉出賣訊息，得以使隆慶聯合葉紅魚破壞了他的計畫。   |
| 倪大红   | 卫光明     | 西陵神殿光明大神官 收桑桑為徒。最後在跟顏瑟一戰中死去，戰前將光明大神官的憑證交與桑桑。臨死前破五境入天啟，窺得天機才明白原來桑桑才是冥王之女，一笑而逝                                                                      |
| 阿旺仁青 | 程立雪     | 西陵神官 天谕院神座，西陵三大神官之一，天諭大神官坐下第一人。程立雪主要負責領悟昊天意旨，修編典章。為人刻板固執。親自來到帝都，想要將桑桑帶回西陵神殿，後答應寧缺三年後來接桑桑。                                            |
| 洛桑群培 | 天谕大神官 | 西陵神殿天谕大神官，西陵三大神官之一。 |
| 洪浚嘉   | 無名神官   | 西陵神殿光明神殿的神官，光明大神官衛光明的忠實擁護者。看好隆慶，期盼隆慶能成為真正的光明之子。為了證實光明大神官的預判，獨自一人去到長安去抓住寧缺，被桑桑和顏瑟發現藏身地，與顏瑟發生衝突大戰後，別書院二先生君陌飛劍所殺。 |
| 劉春寶   | 玄易神官   | 西陵光明神殿神官，後被裁決司羅克敵派人暗殺。 |
| 孫蛟龍   | 裁決墨玉   | 西陵神殿裁決大神官，地位在神殿中只低於掌教和光明大神官。當年光明大神官犯事，墨玉為自己的高深道法樊籠囚禁了他。 |
| 施慶虎   | 掌教       | 西陵神殿掌教熊出墨，身型低矮，年輕的時候熊出墨去荒原試煉，想對葉紅魚做不軌的事情，結果被林霧(三先生曾用名)廢了氣海雪山，自此不能人事。不過這位也因此因禍得福，虔誠修行，成為了西陵神殿掌教。。                               |

### 紅袖招
| 演員   | 角色   | 介紹 |
| 劉潔   | 簡大家 | 長安名樓紅袖招的老闆。大唐皇室御用歌舞行老闆，夏皇后手帕交，書院小師叔的愛慕者。因為寧缺長得像小師叔，而對寧缺格外照顧。 |
| 富揚恩 | 水珠兒 | 紅袖招當紅頭牌，被寧缺套話透露了張貽琦常上門的訊息。後得到顏瑟大師青睞。和顏瑟相處久後有了感情，被寧缺以半個師娘看待，顏瑟死後不知道其死訊，但決定從良，每日彈琴玩耍，閒來無事時指導歌舞伎，瀟灑度日。                                            |
| 湯維文 | 小草   | 簡大家貼身侍女，傳簡大家規矩告訴整個長安青樓都不準做寧缺的生意，甚合簡大家心意，留下一段美談。和桑桑成好朋友，說知心話，告訴桑桑要擔心寧缺帶回來的漂亮女人，要警惕情敵，不要老以侍女自持，要和寧缺成親當正妻等等;後被簡大家培養做紅袖招的接班人。 |

## 电视原声带
| 曲序 | 曲目                     |                | 作曲   | 编曲           | 演唱     |
| ---- | ------------------------ | -------------- | ------ | -------------- | -------- |
| 1.   | 永夜（推广曲）           | 石岩           | 石岩   | 蘇博日、王睜亮 | 谭维维   |
| 2.   | 故长安（主题曲）         | 王錚亮、王裕仁 | 王錚亮 | 王錚亮         | 张靓颖   |
| 3.   | 红尘（夫子人物主题曲）   | 王裕仁         | 王錚亮 | 閆天午         | 魏晨     |
| 4.   | 取你的命（插曲）         | 貓膩           | 王錚亮 | 王錚亮         | 宋松     |
| 5.   | 任我（隆庆人物主题曲）   | 王海濤         | 王錚亮 | 閆天午         | 王铮亮   |
| 6.   | 荒人之歌（插曲）         | 貓膩           | 王錚亮 | 王錚亮         | 王晰     |
| 7.   | 心形宇宙（插曲）         |                |        |                | 冯提莫   |
| 8.   | 莫望（莫山山人物主题曲） | 王海濤         | 王錚亮 | 王錚亮         | 刘美麟   |
| 9.   | 夜将至（插曲）           |                |        |                | 李玉刚   |
| 10.  | 悠悠岁月（插曲）         |                |        |                | 胡夏     |
| 11.  | 真心（插曲）             |                |        |                | 庄心妍   |
| 12.  | 蝴蝶之夏（插曲）         |                |        |                | 房东的猫 |